# Albert Mokeyev
Albert Mokeyev (n. 4 ianuarie 1936, Vladimir, RSFS Rusă, URSS – d. 27 februarie 1969, Moscova, RSFS Rusă, URSS) a fost un sportiv ce a reprezentat Uniunea Republicilor Sovietice Socialiste, medaliat olimpic. A participat la o ediție a Jocurilor Olimpice (1964) în care a câștigat o medalie de aur și o medalie de bronz.